# 001/7 チーズに愛をこめて
『001/7チーズに愛をこめて』（The Mouse from H.U.N.G.E.R.）は、『トムとジェリー』の作品のひとつ。1967年製作。製作はチャック・ジョーンズ。

## 作品内容
深夜11時。スパイのジェリーは猛スピードで鼠専用の車を走らせ、とあるタバコ屋に向かっていた。彼の秘密本部は、その店のレジスターの中。そこにはミニ映画館が設けられていた。
ジェリーの前に映しだされたのは、とある怪しげな城と冷蔵庫いっぱいに詰まったチーズ。その映画の内容は「トム・スラッシュからの挑戦」。「彼の城に潜入し、チーズを回収せよ」――― これがジェリーに与えられたミッションだった。
早速、車でトムの城まで向かうジェリー。一方、ジェリーが来たのを察知したトムは門を閉め、更に城までの道のりに大量の罠や爆弾仕掛けのメス鼠ロボットを設置し陥れようとするも、ジェリーはそれらを難なく突破してしまう。
ついにジェリーは城内へと侵入。「チーズを取られてなるものか」と言わんばかりに、トムはチーズの入った冷蔵庫をテレビに偽装させ、さらにその部屋に通じる広間に赤外線や地雷、さらには機関銃といったあらゆるトラップを滅茶苦茶に仕掛ける。満足そうに部屋を出るトム。
かたやジェリーはと言うと、トラップ地帯を掻い潜る事もせず、ただ戸外で口笛を鳴らしながらテープレコーダーで足音を流すのみ。この音を立ち聞きし「余裕で切り抜けてしまったのか」と勘違いしたトムは、トラップだらけの広間に勢い良く飛び込む。だが、飛び込んだ弾みで自分が仕掛けた罠に次々と引っ掛かってしまい、散々な目に。気が狂ったトムは自ら冷蔵庫のある部屋を開放、冷蔵庫も元に戻し降参するのだった。
ジェリーのミッションは手もなく成功。冷蔵庫ごとチーズを奪われたトムは、テープレコーダーで葬送曲を奏で、安らかな眠りに落ちる。そんな哀れなトムを尻目にジェリーは車を走らせ、城を後にするのだった･･･。

## 登場キャラクター
トム
城の主として登場。モニターとレーダーで城の正門前を監視し、ジェリーが来たことを察知するとチーズ入り冷蔵庫を死守すべく様々な罠を仕掛けるも、スパイのジェリーにことごとく見破られて罠をかいくぐられ、かつ偽装工作にも引っ掛かってしまい、逆に自身が罠に捕まってしまう。最後はジェリーに冷蔵庫ごとチーズを奪われ降参した。
ジェリー
スパイとして登場。トムの城からチーズを回収する任務を遂行する。仕掛けた罠を簡単にかいくぐった後、トムが自滅した様子を見届けるとチーズを冷蔵庫ごと車にロープで縛り付けて奪い去った。作品の最後には自身が運転する車の後部ナンバープレートに「THE END」文字が現れる。
雌ネズミロボット
トムが城の正門前に仕掛けた罠として登場。道路を塞ぐ形で舞台と共に現れ、ジェリーがキスすると温度が上昇して尻尾の導火線に点火され内蔵の爆弾が爆発。爆発後は胴体が抜けて頭と手足のみとなり、むき出しとなった骨格ばねに支えられた状態で退散。舞台も収納され元通りの道になった。
タバコ店前にある人形
内部にネズミ用エレベーターがあり、車から降りたジェリーが人形の足にマッチを差し込みライターで点火すると足が上がり、同時に目と口が開く形でエレベーターが作動。口の部分まで上がると、ジェリーの乗ったロケットが人形の手より打ち上がったのち・パラシュートでカプセルが降下し、店内にあるレジスターへ着地する。